# 南安普頓縣 (維吉尼亞州)
南安普頓縣（英語：Southampton County）是美國維吉尼亞州東南部的一個縣，南鄰北卡羅萊納州。面積1,560平方公里。根據美國2000年人口普查估計，共有人口17,482人。縣治科特蘭 (Courtland)。
1749年4月30日設縣。縣名來自南安普頓區：在殖民地時期區在郡之下，由一百家或可以提供一百個有戰鬥力男性的家庭組成。南安普頓指的是亨利·羅賽斯雷，第三代南安普頓伯爵 (Henry Wriothesley,the 3rd Earl of Southampton)。